# جاي س. كارولين
جاي س. كارولين (بالإنجليزية: James C. Caroline)‏ هو لاعب كرة قدم أمريكية أمريكي، ولد في 17 يناير 1933 في وارينتون في الولايات المتحدة، وتوفي في 17 نوفمبر 2017 في أوربانا في الولايات المتحدة.

## وصلات خارجية
- جاي س. كارولين على موقع مرجع كرة القدم المحترفة.كوم (الإنجليزية)